# Theodoor Victor van Berckel
Theodoor Victor van Berckel ('s-Hertogenbosch, 21 april 1739 - aldaar, 19 september 1808) was een graveur en medailleur.

## Afkomst
Van Berckel was een telg uit een aanzienlijk geslacht van zilversmeden waarvan enkele werken in het Noordbrabants Museum te 's-Hertogenbosch te zien zijn.
Theodoor Victor was de derde generatie wiens naam met Theodoor begon. Grootvader Theodoor Casparus van Berckel was naast zilversmid tevens stempelsnijder. In de 18de eeuw werden in opdracht van het stadsbestuur van 's-Hertogenbosch jaarlijks een aantal zogenoemde stadhuispenningen uitgegeven en de Van Berckels waren hiervan de leveranciers. Ook de zoon van Th. Casparus was een belangrijke zilversmid die vele opdrachten van zilverwerken van het Stadsbestuur verwierf. Deze Theodoor Everardus was echter geen stempelsnijder. De door de stad bestelde stadhuispenningen werden door Th. Everardus in opdracht gegeven aan de stempelsnijder Johan-Conrad Marmé uit Kleef.

## Zijn jonge jaren
De jonge Theodoor Victor werd door vader Th. Everardus opgeleid als zilversmid, een vak dat hij echter nooit zou uitoefenen. De jongen bleek meer aanleg te hebben voor het stempelsnijden en leerde het vak hoogstwaarschijnlijk van Marmé, die vanaf 1747 tevens in Utrecht werkte als vrije meester. Spoedig ontwikkelde Theodoor Victor zich tot een begaafd stempelsnijder met een geheel eigen stijl. De eerste werken waarvan met zekerheid kan worden aangenomen dat ze van zijn hand zijn, ontstonden vanaf ongeveer 1761. Vanaf dat jaar maakte Th. Victor ontelbare prachtige stempels van penningen voor 's-Hertogenbosch maar ook voor andere steden, zoals zijn volgende domicilie; de stad Rotterdam. Ook verwierf hij opdrachten voor huwelijkspenningen en hij werkte voor stadhouder Willem V. Na zijn huwelijk in 1763 vestigde hij zich zoals gezegd in Rotterdam maar bleef gedurende zijn verdere werkzame leven penningen vervaardigen voor stad en burgers van 's-Hertogenbosch. Een fraai voorbeeld hiervan is de in 1774 vervaardigde penning ter gelegenheid van het gouden huwelijksfeest van het puissant rijke echtpaar Martini - Van Schagen. Hendrik Bernard Martini was tijdens zijn werkzame leven als President en Oudste Raad der stad 's-Hertogenbosch lange tijd verantwoordelijk geweest voor de uitgifte van de jaarlijkse Bossche stadhuispenningen. Het feit dat 's-Hertogenbosch deze traditie had is waarschijnlijk de stimulans geweest voor de jonge Theodoor Victor om stempelsnijder te worden.

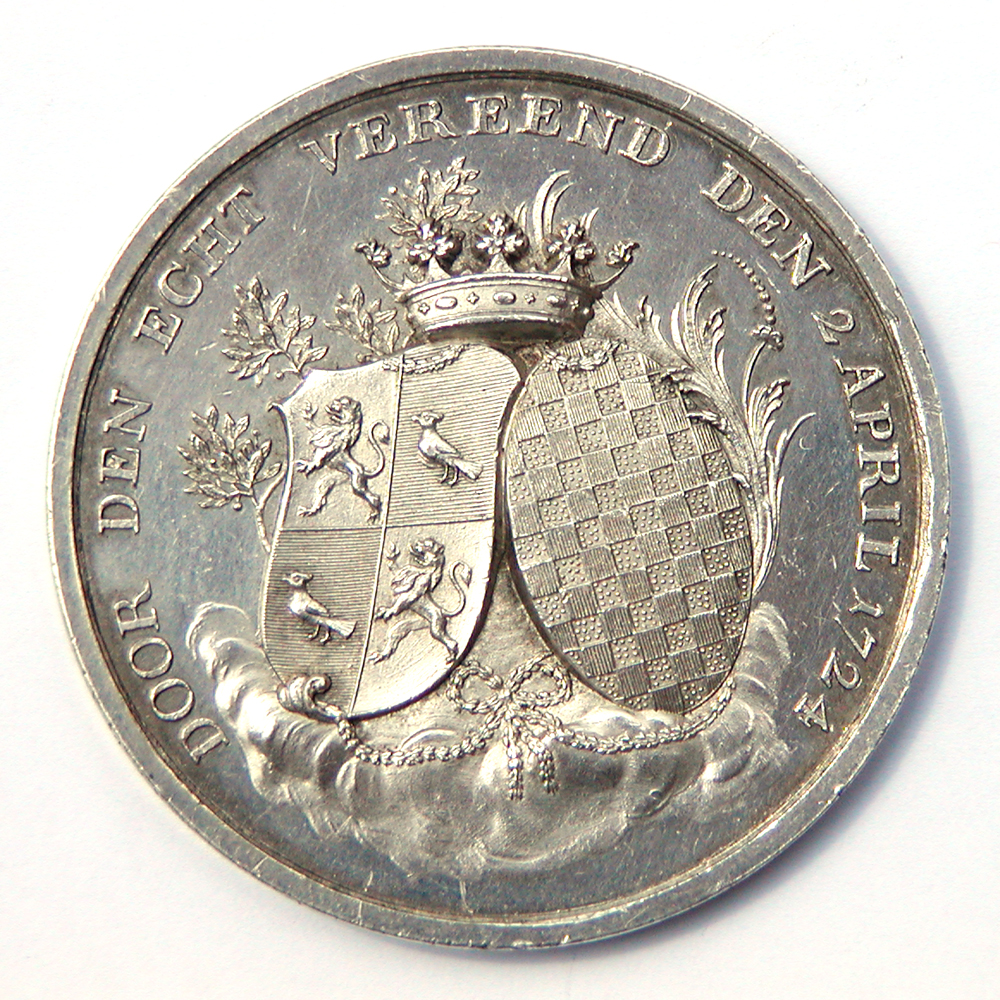
Penning ter gelegenheid van het gouden huwelijksfeest van het vooraanstaande Bossche echtpaar Martini - Van Schagen.
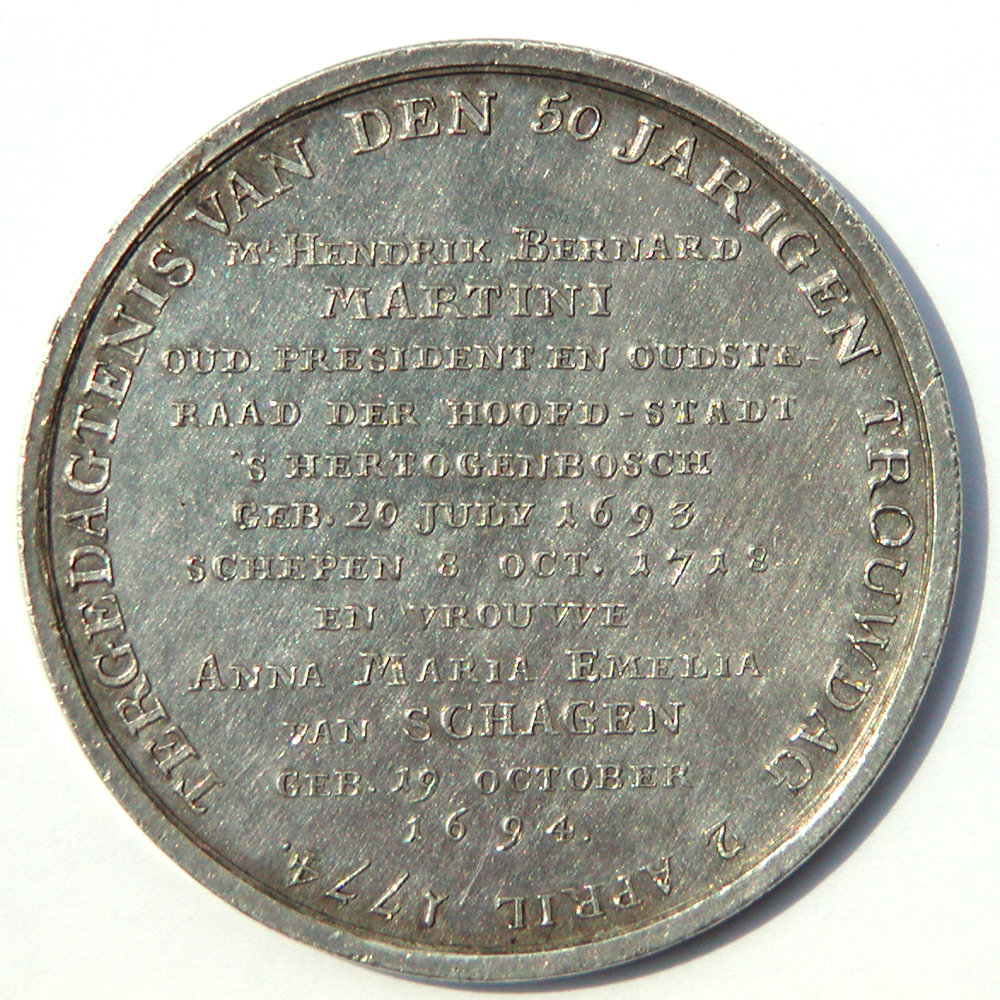
Keerzijde van deze in 1774 geslagen penning.

## Het verschil tussen vroedschaps- en stadhuispenningen
De samenstelling van het stadsbestuur van 's-Hertogenbosch week in die dagen af van de meeste andere steden in de Republiek der Zeven Verenigde Nederlanden. De stad werd bestuurd door schepenen, gezworenen en raden. Daarnaast had de stad ook nog een of twee Pensionarissen. In plaats van een burgemeester kozen de schepenen uit hun midden een President die enkele jaren het bewind voerde en daarna werd opgevolgd door een andere schepen. Ook op het vlak van bevoegdheden waren er verschillen met andere steden. Dit is belangrijk om te melden omdat 's-Hertogenbosch daarom formeel geen vroedschap had. Stadhuispenningen zijn daarom de 's-Hertogenbossche equivalent van de vroedschapspenningen die in andere steden in de republiek werden geslagen. Op veel van deze penningen komt daadwerkelijk een afbeelding van het Bossche stadhuis voor. Vroedschaps- of stadhuispenningen hadden dezelfde functie. Ze dienden als presentiegeld en werden na elke raadsvergadering uitgedeeld aan de aanwezige raadsleden.

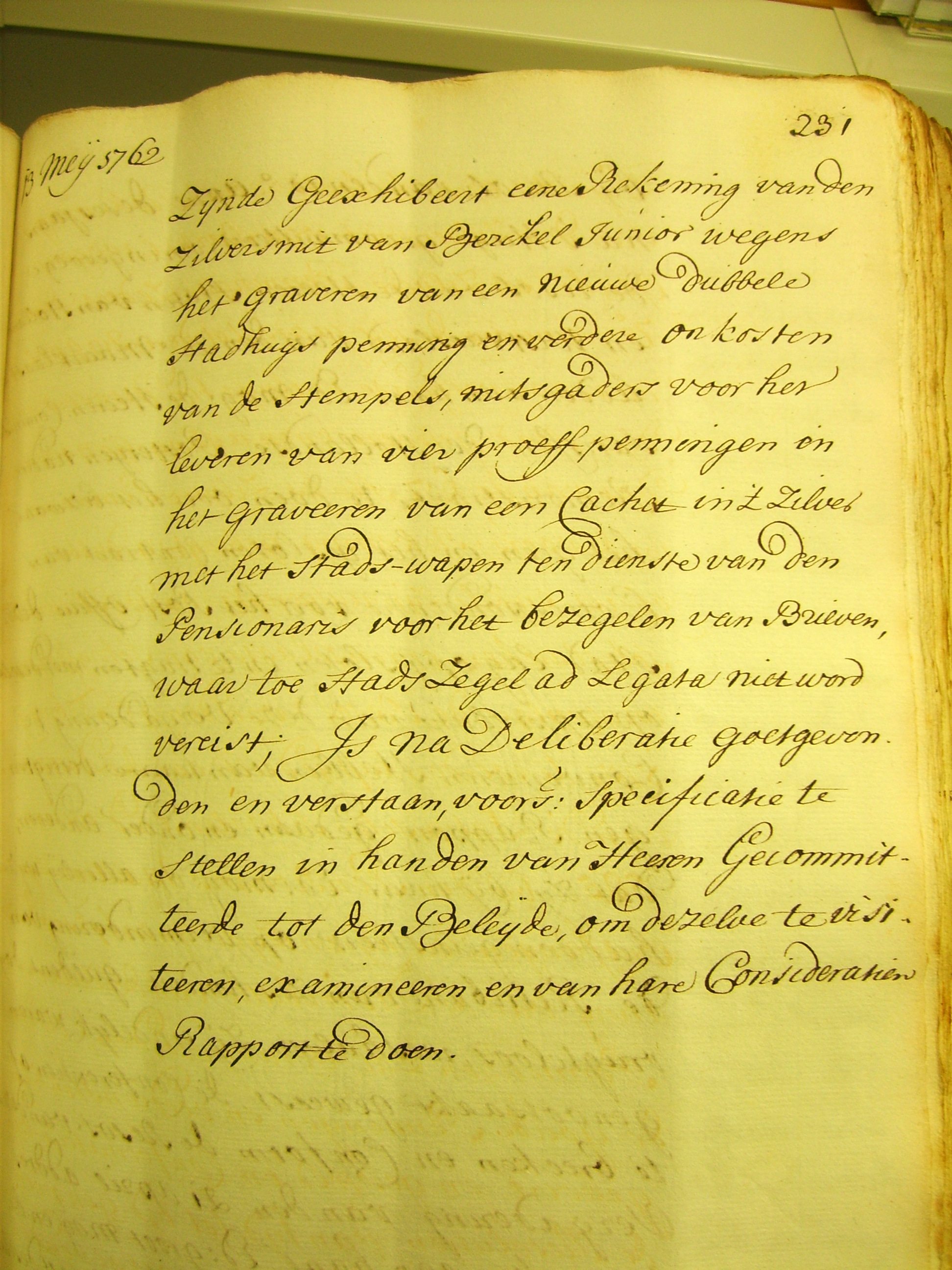
Pagina uit het Resolutieboek (Bossche Schepenboek) van 13 mei 1762. Hierin wordt melding gemaakt van de bestelling van de stempels voor een Bossche stadhuispenning bij Theodoor Victor van Berckel.
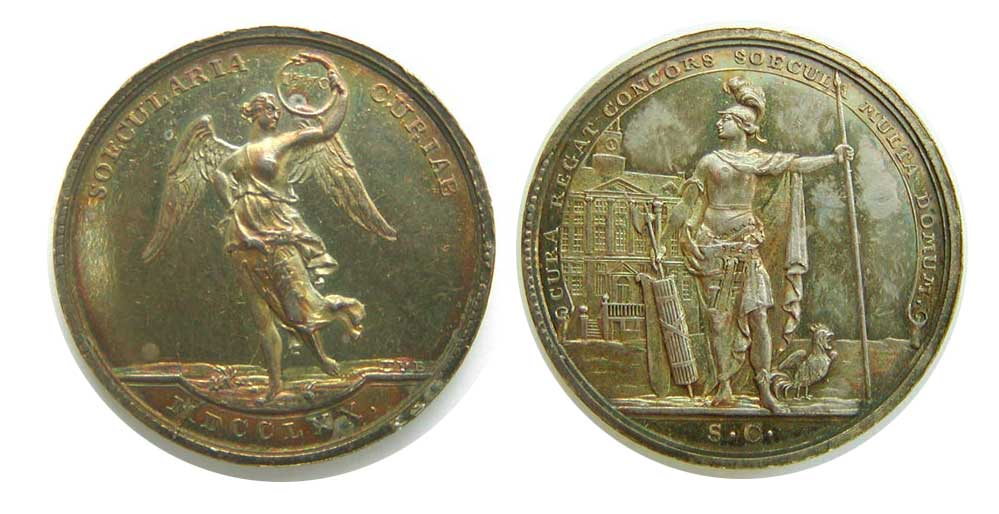
In het jaar 1770 was de gewijzigde voorgevel van het Bossche Stadhuis 100 jaar oud en werd weer een nieuwe stadhuispenning geslagen. Zilver, ca. 28 mm rond.

## Graveur-generaal aan de Munt van Brussel
In 1772 solliciteerde Van Berckel aan de Munt te Brussel. Na het overlijden van Jacques Roettiers was diens functie als hoofdgraveur (graveur-generaal) vrijgekomen. Van Berckel stelde bij zijn verzoekschrift als voorwaarde dat hij voor eigen rekening penningen mocht blijven vervaardigen maar hiermee ging de regering toen niet akkoord. In 1776 was de vacante functie nog steeds niet ingevuld. In die tijd was het huidige België onderdeel van het Keizerrijk Oostenrijk en op initiatief van landvoogd hertog Karel van Lotharingen, gouverneur van de Oostenrijkse Nederlanden, besloot de regering in Wenen een concours uit te schrijven waaraan naast Van Berckel nog drie andere graveurs deelnamen. Uiteindelijk werd Van Berckel gekozen als beste van de vier en mocht hij, met inwilliging van zijn eerdere voorwaarden, de functie van Graveur-Generaal gaan vervullen. Hij kwam rechtstreeks in dienst van Keizerin Maria Theresia van Oostenrijk. De daarop volgende jaren werd de faam van Van Berckel alsmaar groter. Als ambachtsman en kunstenaar was hij volwassen geworden en hij groeide volgens velen uit tot de beste stempelsnijder die België ooit heeft gehad.
Zijn uitzonderlijke kwaliteiten als stempelsnijder komen het beste tot hun recht bij een medaille die Van Berckel in 1778 sneed voor de Brusselse Academie des Beaux-arts. De voorzijde draagt het portret van Hertog Karel. Op de keerzijde staat een allegorische voorstelling die de schilder-, beeldhouw- en graveerkunst en de bouwkunde verbeeldt.

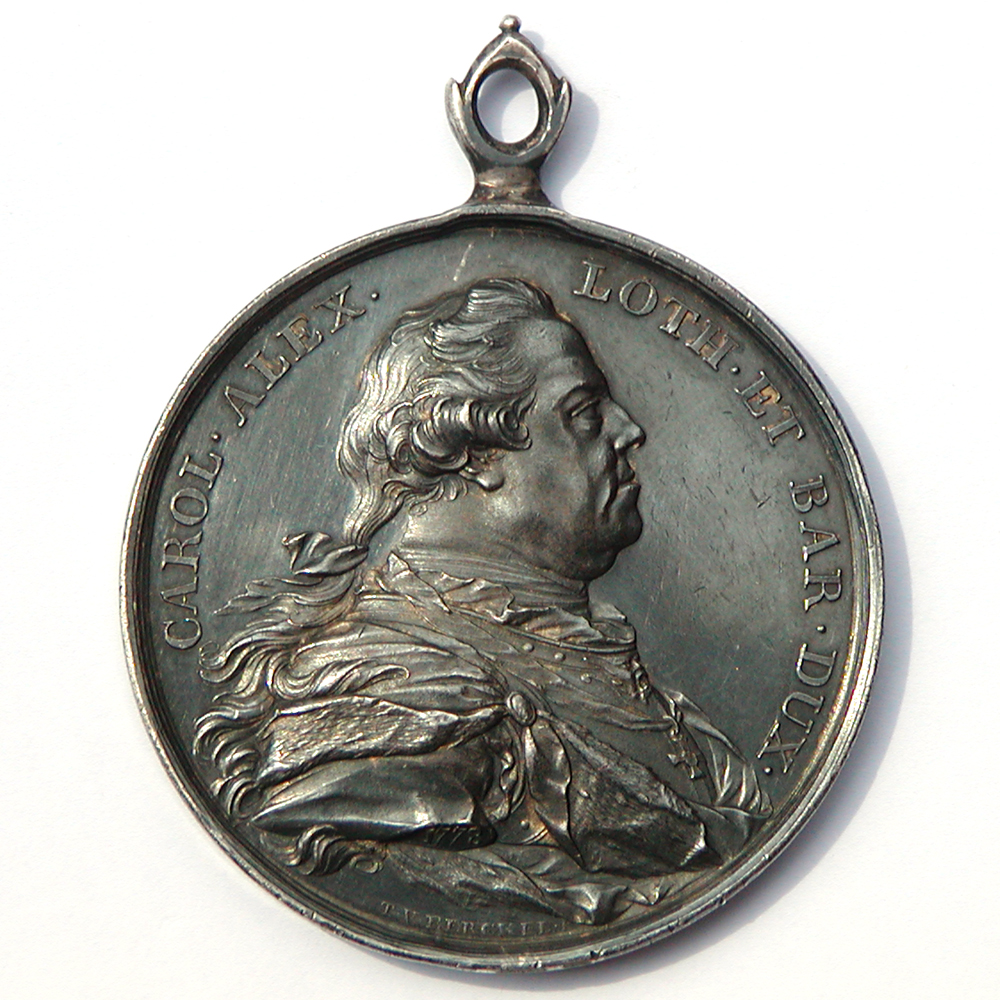
Medaille geslagen voor de Brusselse Academie Des Beaux-arts.
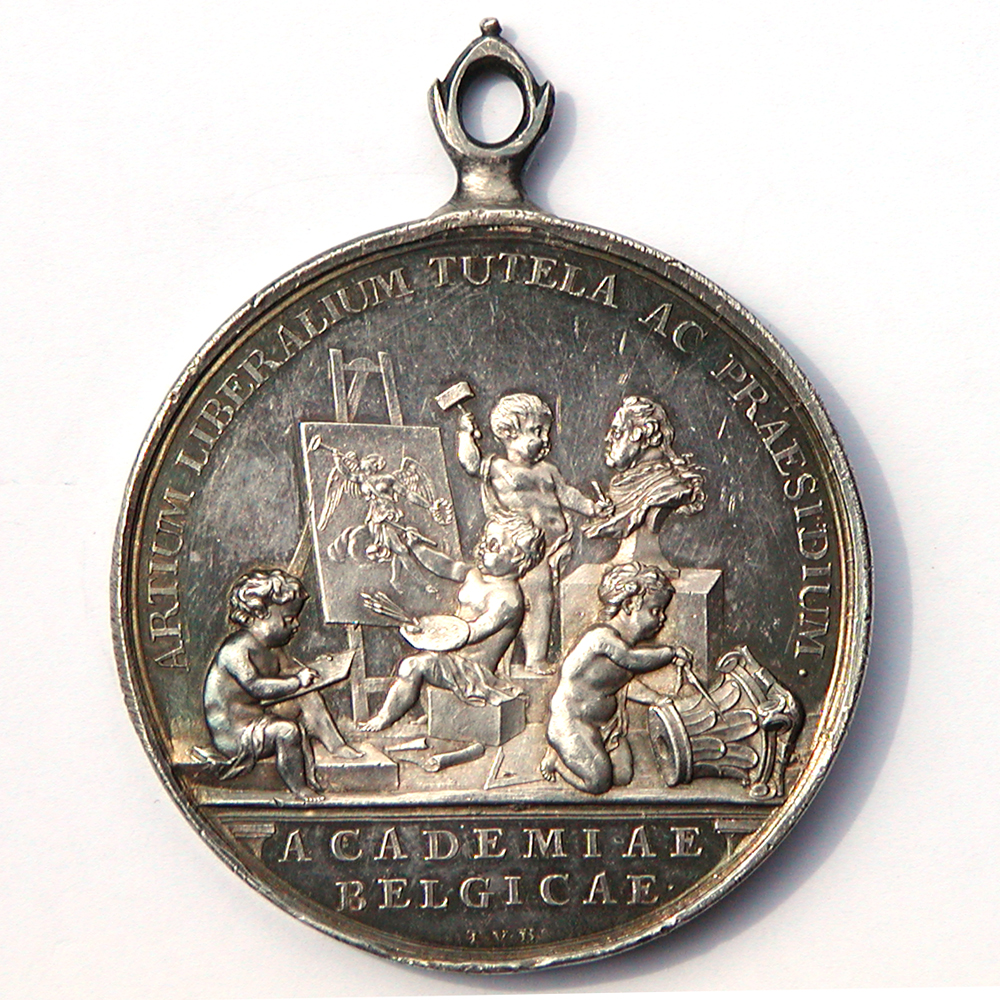
Keerzijde van deze in 1778 te Brussel geslagen medaille.

Hij bleef in Brussel in dienst bij de Oostenrijkers tot 1794 toen de Fransen het regime omver wierpen. In 1789 echter brak er een kortstondige revolutie uit die bekendstaat als de Brabantse Omwenteling. De Oostenrijkers werden begin 1790 verdreven om binnen een jaar weer terug te keren. In die periode bleef Van Berckel, waarschijnlijk met toestemming van de Oostenrijkers, op zijn post en vervaardigde de munten voor de nieuwe regering van de Verenigde Nederlandse Staten. De muntserie die slechts kortstondig in omloop is geweest is tegenwoordig zeer gezocht door muntverzamelaars. De Verenigde Nederlandse Staten waren vanwege onderlinge ruzies geen lang leven beschoren. Het Oostenrijkse ancien régime kwam terug en alles was weer (even) bij het oude.

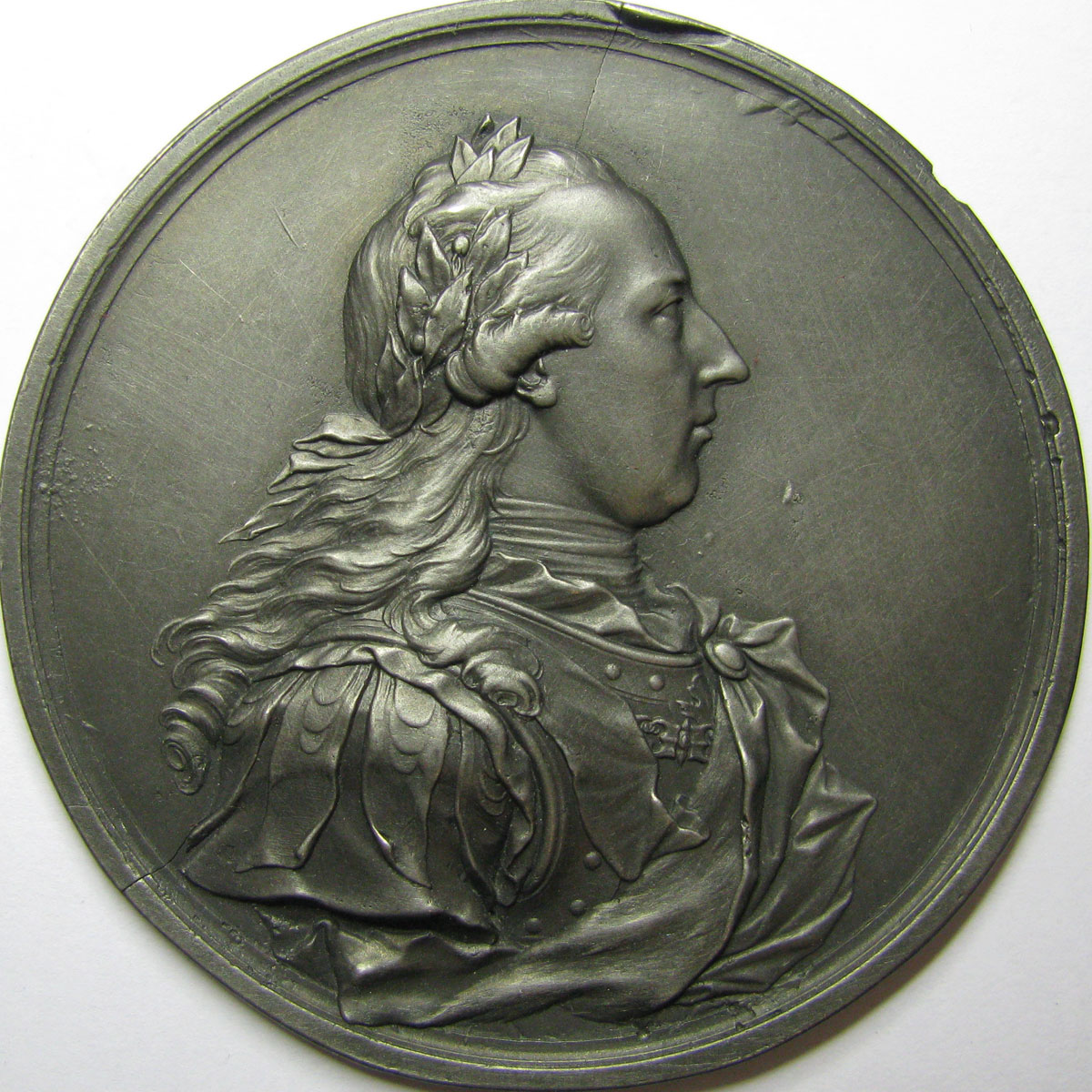
Eenzijdige loodafslag van een onvoltooid gebleven grote medaille met het portret van keizer Jozef II. Waarschijnlijk vlak voor het overlijden van de keizer in 1790 gemaakt en daardoor onvoltooid.
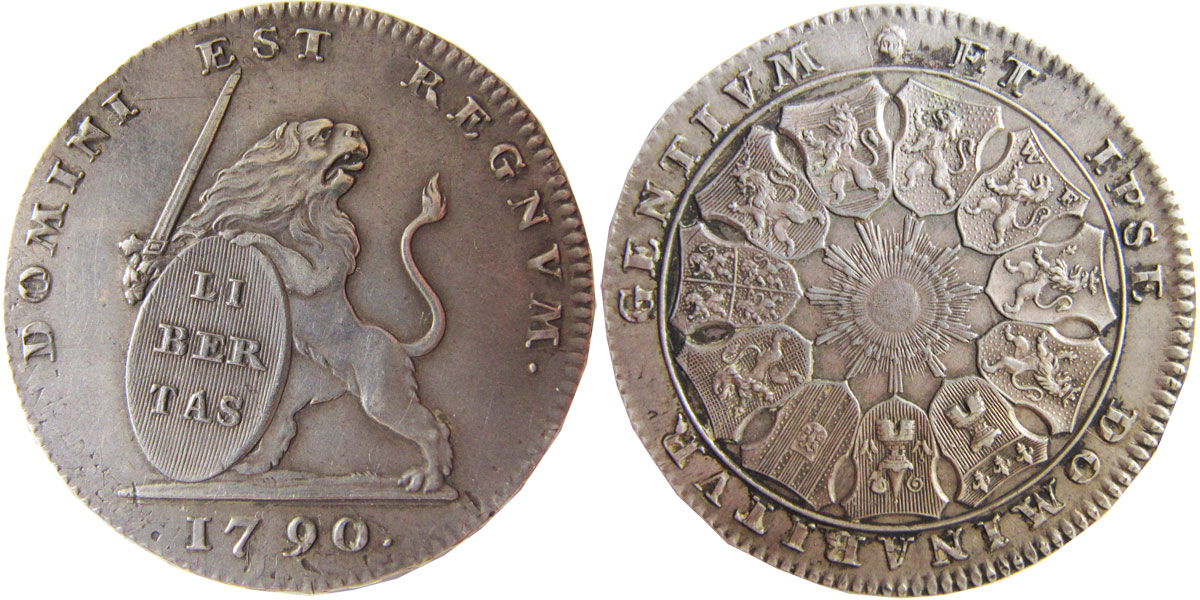
3 Florijn stuk oftewel Zilveren Leeuw van de Verenigde Nederlandse Staten (1789-1790)

## Zijn Weense periode en terugkeer naar de geboortegrond
Toen de Fransen in 1794 de macht overnamen vertrok Van Berckel in het kielzog van de Oostenrijkse ex-machthebbers naar Wenen. Daar was hem de functie aangeboden van hoofdgraveur aan de Weense Munt. De toenmalige hoofdgraveur, Johann Nepomuk Würth (1752-1811) zou een andere functie krijgen en zijn post zou door Van Berckel worden ingenomen. Helaas voor Van Berckel ging dit niet door. Van Berckel kreeg wel de aanstelling als graveur maar de artistieke leiding bleef in handen van Würth. Van Berckel was hierover zeer slecht te spreken en heeft in talloze correspondenties met het Keizerlijk Hof geprobeerd om er wat aan te doen. Tevergeefs. Van zijn Oostenrijkse jaren zijn daarom niet veel penningen en munten bekend met zijn kenmerkende stijl.
In maart 1802 kreeg Van Berckel een ernstige oogziekte waarna hij zijn vak niet meer kon uitoefenen. Hij reisde in die periode half blind door Europa en vestigde zich tijdelijk en later permanent in zijn geboortestad 's-Hertogenbosch waar hij op 19 september 1808 overleed.

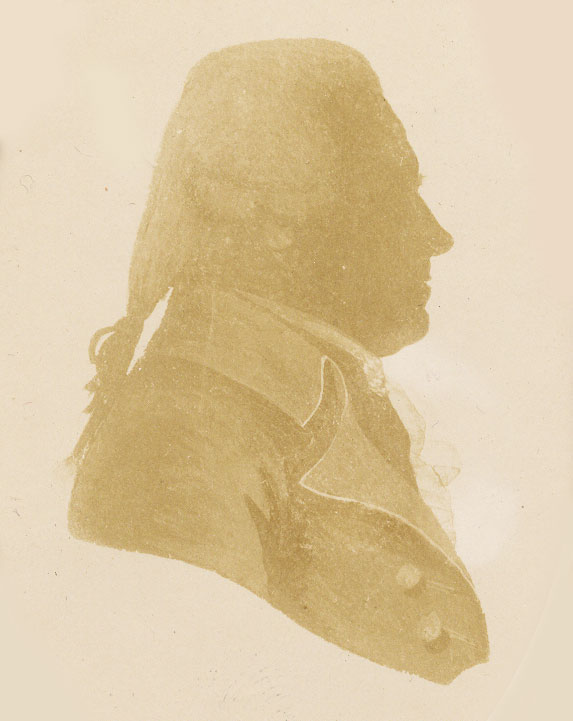
Portret van Theodoor Victor van Berckel, gemaakt met de silhouet techniek, eind 18de eeuw.
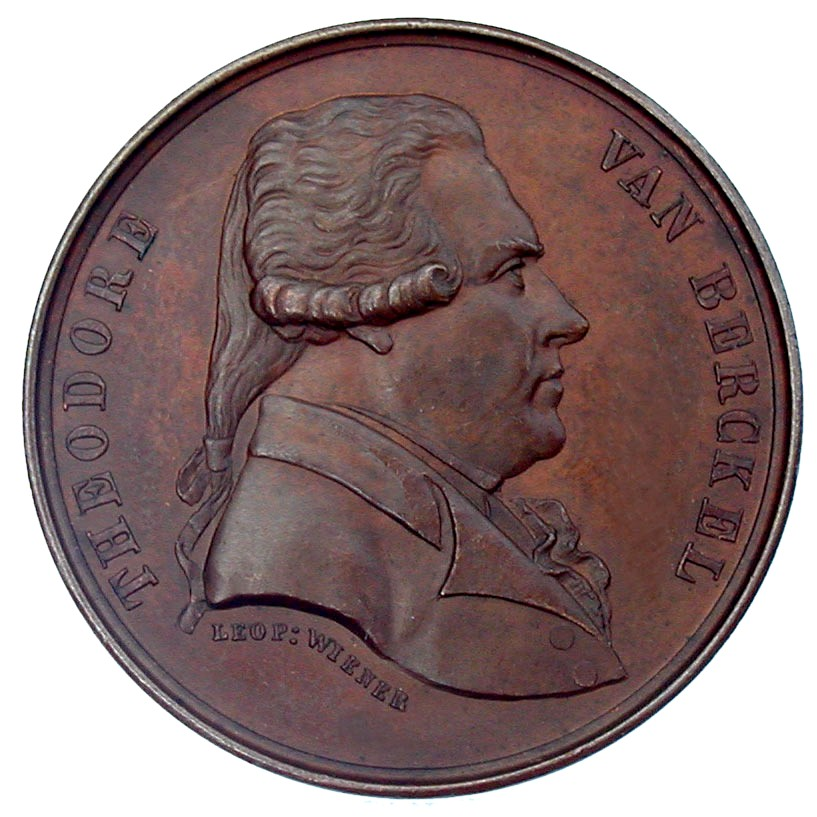
Portret van Theodoor Victor van Berckel op een penning van de Société Royale de Numismatique de Belgique gemaakt door de graveur Leopold Wiener in 1871.

- Biografisch Portaal: 02626658
- Gemeinsame Normdatei: 1035573334
- International Standard Name Identifier: 0000 0003 9494 9999
- Nederlandse Thesaurus van Auteursnamen: 115506209
- RKD-Nederlands Instituut voor Kunstgeschiedenis: 130862
- Virtual International Authority File: 289569269
- WorldCat: E39PBJgCPKW7kRJHj9M6rG4yVC